# Лин, Нина
Нина Лин (англ. Nina Leen; 1909—1995, Нью-Йорк, США) — одна из первых женщин-фотографов журнала «Life».

## Биография
Нина Лин родилась в Российской империи. Выросла в Европе, жила в Италии, Германии, Швейцарии, в 1939 году переехала в Америку.
Ещё в Европе увлеклась фотографией, которая постепенно превратилась в её профессию. Начинала с того, что снимала животных.
С 1945 Лин начала работать в журнале «Life». Стала известной, благодаря фотоистории снятой в 1948 про нью-йоркскую школу для одаренных детей для журнала «Life». Позже последовали серии фоторепортажей про нравы и обычаи американского общества.
Героями её фотографий были популярные актрисы, короли и королевы Европы (многие из которых сняты в нестандартных позах), а также модели, домохозяйки, занимающиеся обычными делами, школьницы, попавшие в объектив камеры и многое другое.
Её фотосессии «A Teenager Monopolizes the Telephone» и фотографии «The American Male» стали символом американского общества 1940-50-х годов.
Для журнала «Life» Нина Лин сделала более 40 обложек.